# Rio Comoro
Der Rio Comoro (Comoro River, Ribeira de Comoro) ist ein zumeist trockener Fluss in Osttimor, der nur während der Regenzeit Wasser führt. Die Einheimischen verwenden den Flusssand als Baumaterial.

## Quellflüsse, Nebenflüsse und Verlauf

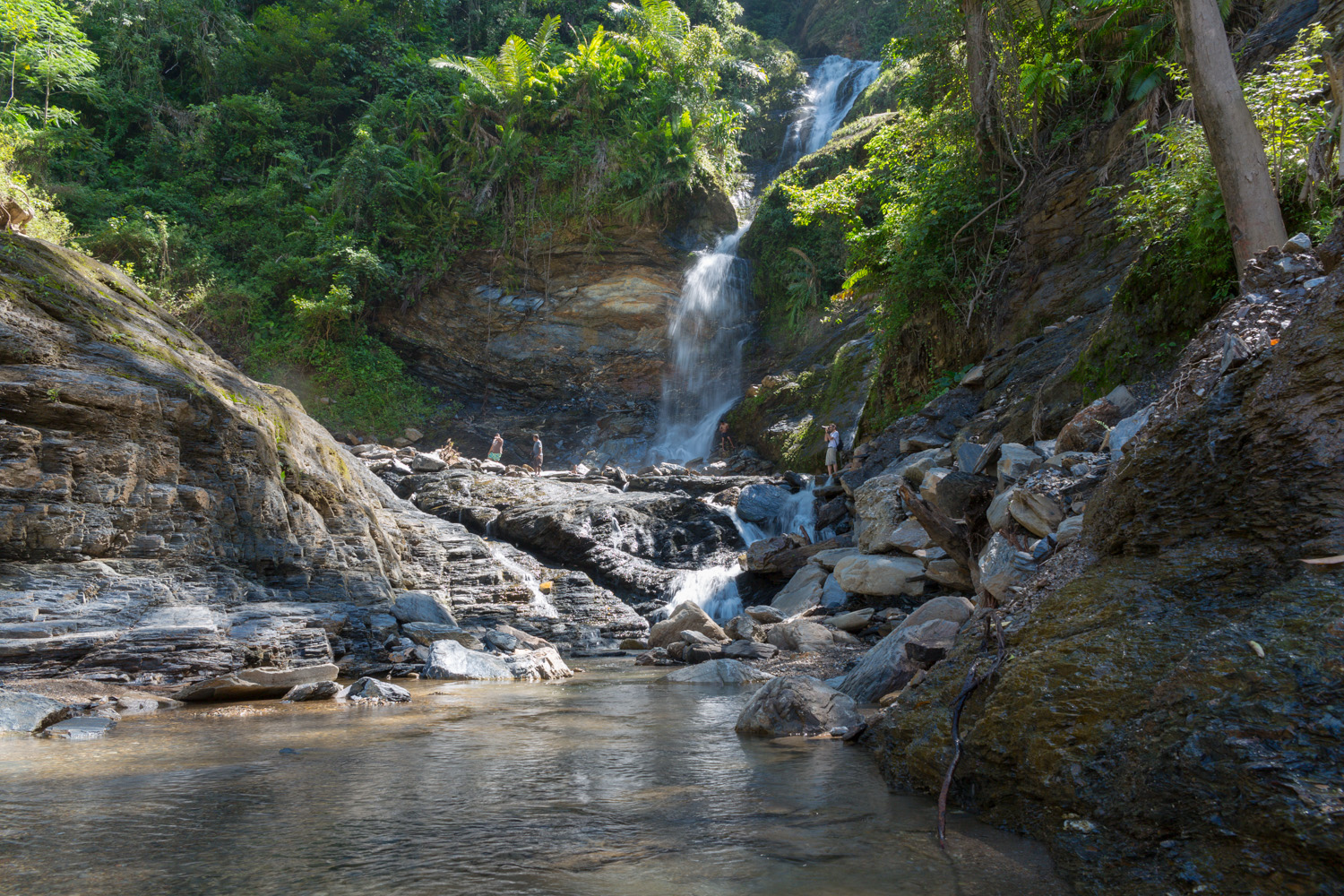
Der Wasserfall von Berloi

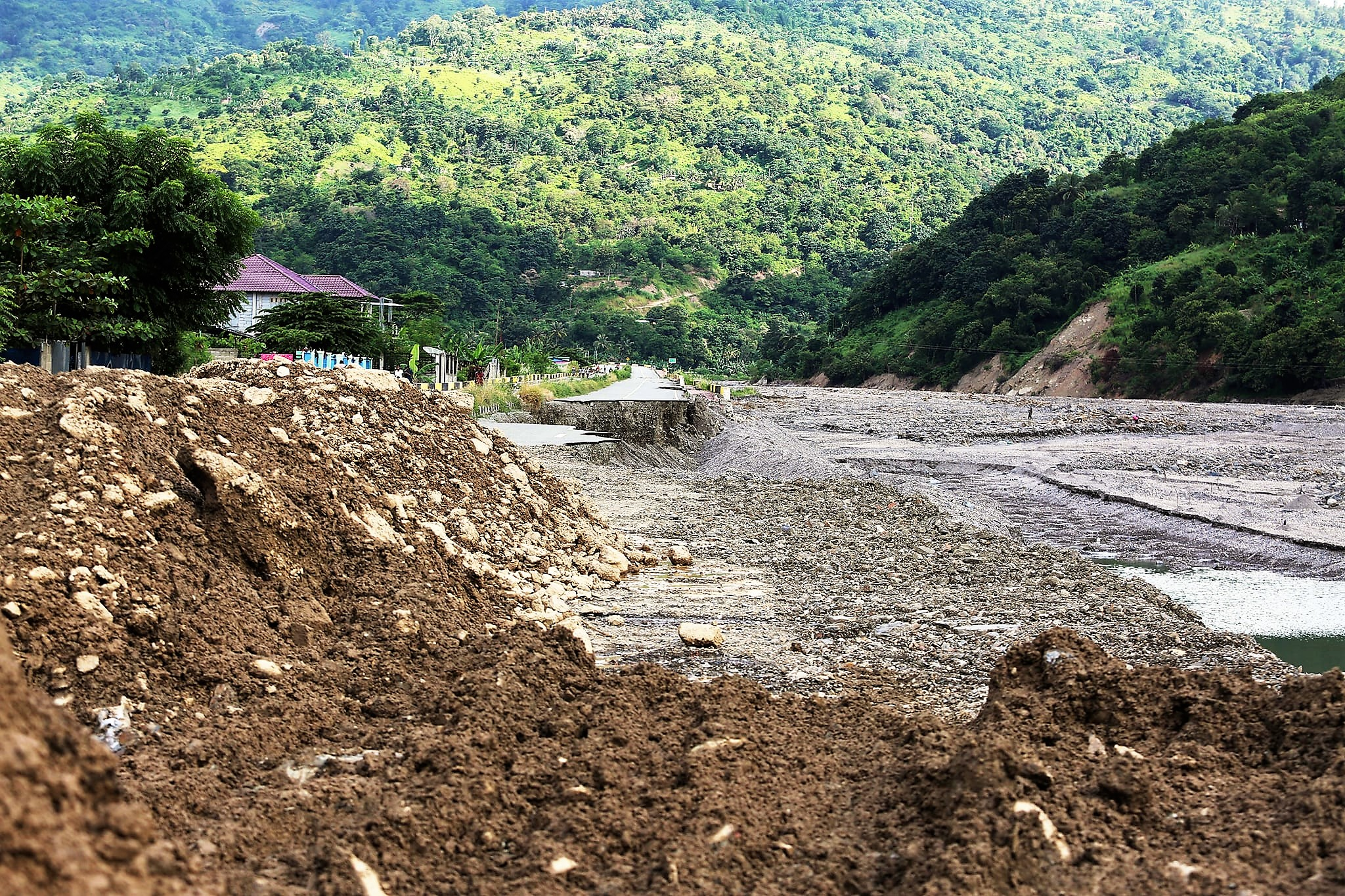
Zerstörte Straße am Rio Comoro (Apr. 2021)

Im Suco Leorema (Gemeinde Liquiçá) entspringt der Pahiklan und ändert kurz darauf seinen Namen in Ermela. Als Anggou fließt er Richtung Osten und bildet die Grenze zwischen Liquiçá und der Gemeinde Ermera. Im Suco Railaco Leten (Gemeinde Ermera) entspringt der Buamara und fließt nach Nordwesten. Nach seinem Schwenk nach Nordosten heißt er Baera. Nach dem Zusammentreffen von Anggou und Baera heißt der Fluss Mata Hare. Im Grenzgebiet der Sucos Railaco Leten, Railaco Craic und Taraco (alle Gemeinde Ermera) entspringt der Balele, der dann nach Nordwesten fließt. Zusammen mit dem Mata Hare bildet er den Rio Comoro und die Grenze zwischen Liquiçá und Ermera, beziehungsweise Liquiçá und der Gemeinde Aileu. Hier, etwa eine halbe Stunde Autofahrt südlich der Landeshauptstadt Dili, stürzt der Rio Comoro im Suco Fatisi mehrere Meter den Wasserfall von Berloi herab. Schließlich schwenkt der Comoro nach Norden in den Suco Comoro (Gemeinde Dili).
Im Suco Talitu (Gemeinde Aileu) entspringt der Bemos, der später den Namen Rio Beinas trägt. Nachdem er in die Gemeinde Dili geschwenkt ist, fließt er in nächster Nähe parallel zum Rio Comoro durch den Suco Comoro. Kurz vor der Küste fließt der Beinas schließlich endgültig in den Rio Comoro. Während der Regenzeit schwellen beide Flüsse stark an und vereinigen sich bereits deutlich früher zu einem breiten Strom. In der Trockenzeit versiegt der Wassernachschub aus den Bergen und es bleibt nur ein breites Kiesbett zurück Der Rio Comoro mündet östlich des Flughafens Presidente Nicolau Lobato in die Straße von Ombai.
Bei den Überschwemmungen vom 4. April 2021 verursachte der Rio Comoro schwere Schäden entlang seines gesamten Laufs durch Dili.

Mündung des Comoros
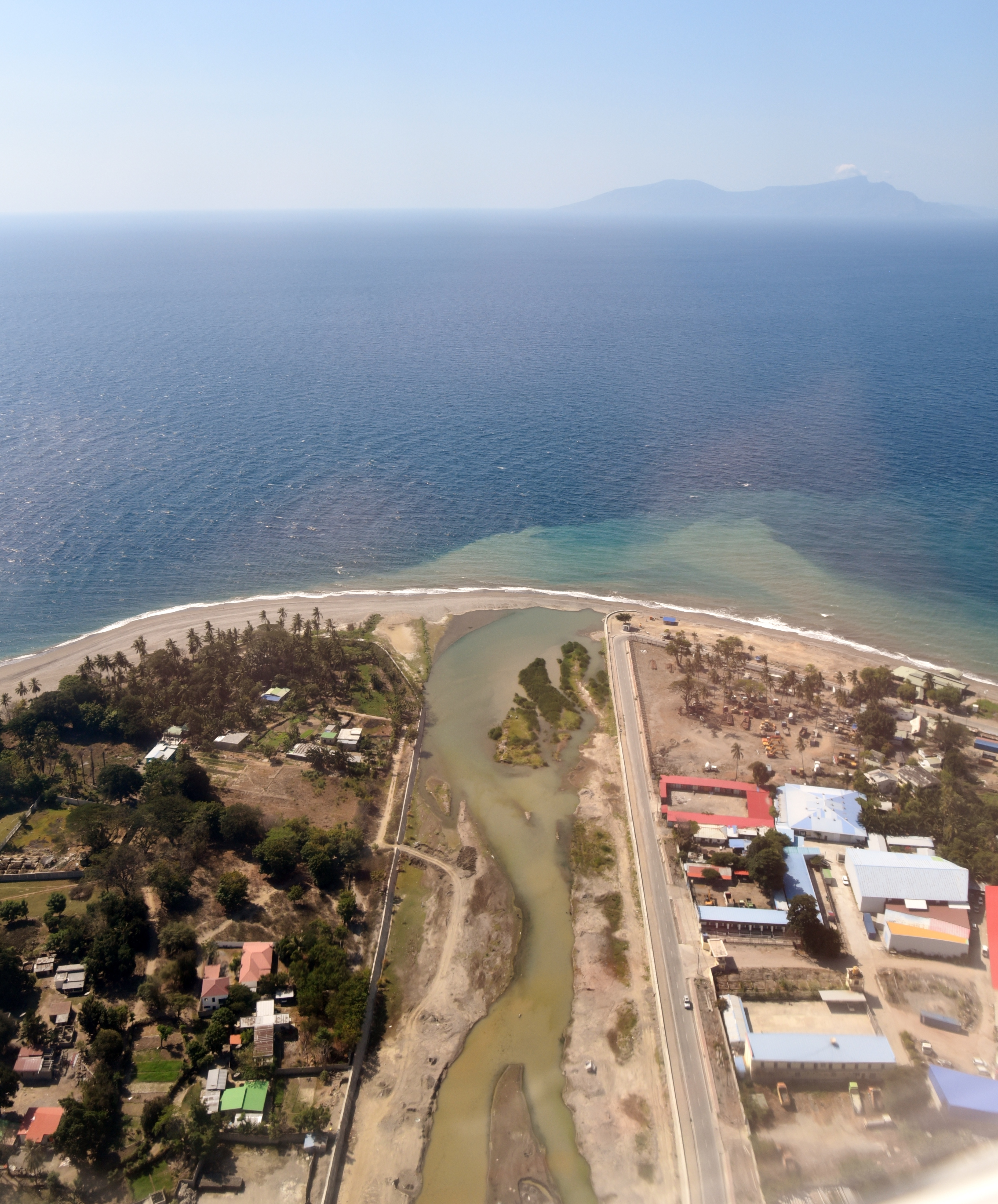
Luftbild
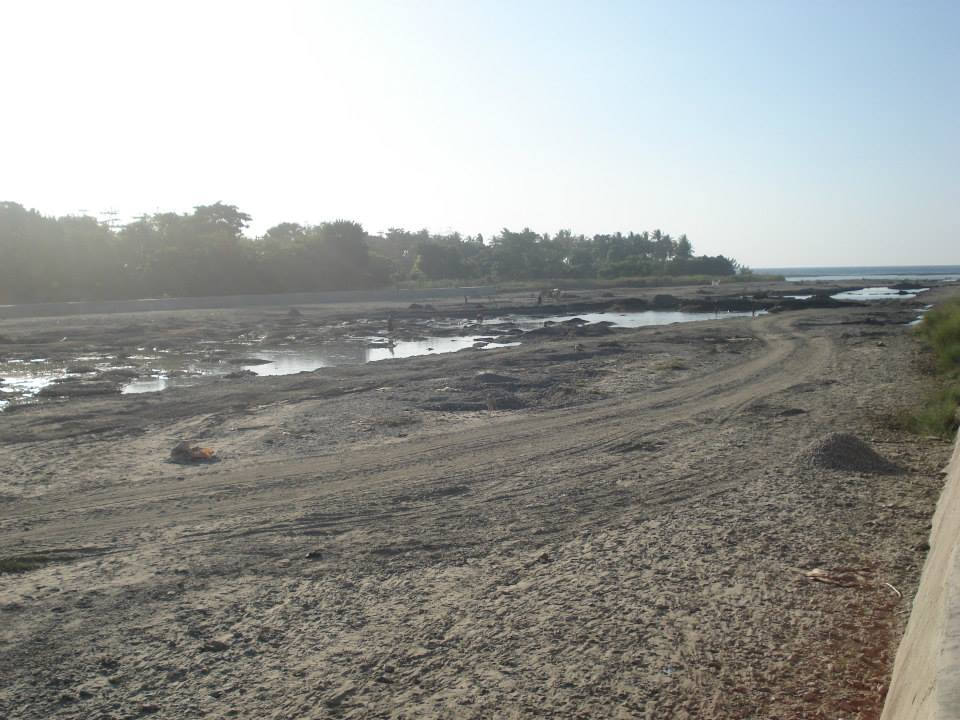
In der Trockenzeit …
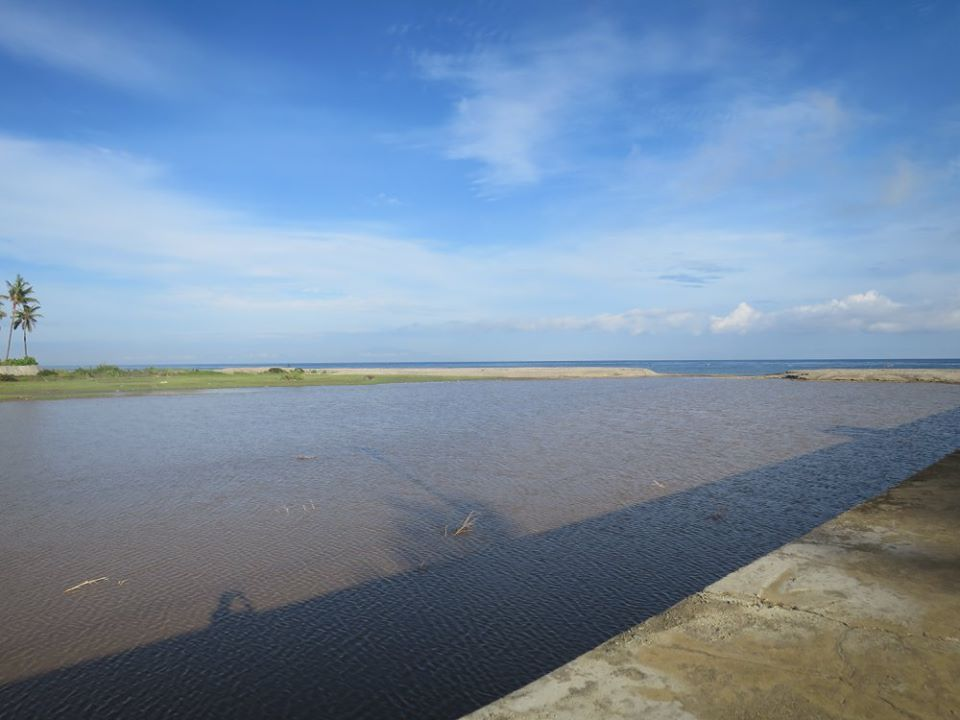
… und in der Regenzeit
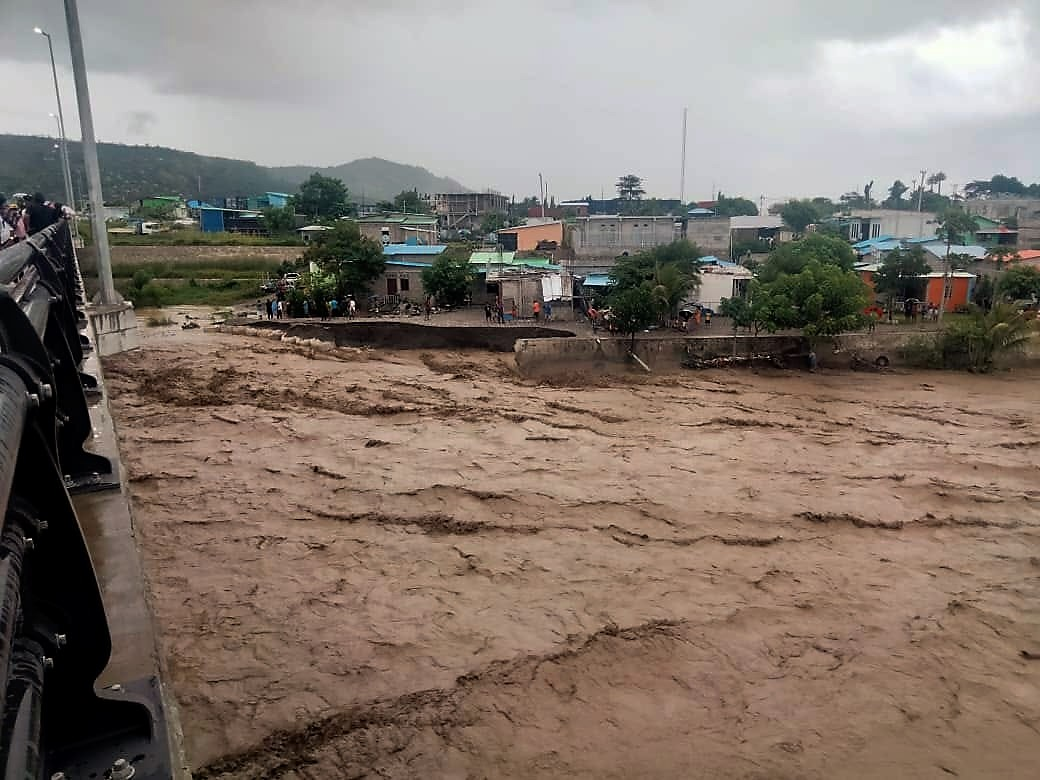
Überschwemmung

## Brücken
Bereits seit der portugiesischen Kolonialzeit überspannte in Dili eine Brücke den Rio Comoro. 2013 wurde in Dili die CPLP-Brücke (Comoro-II-Brücke) eröffnet und die Comoro-I-Brücke abgerissen. 2018 wurde zusätzlich 800 Meter weiter südlich die Hinodebrücke (Comoro-III-Brücke) eröffnet.

Brücken
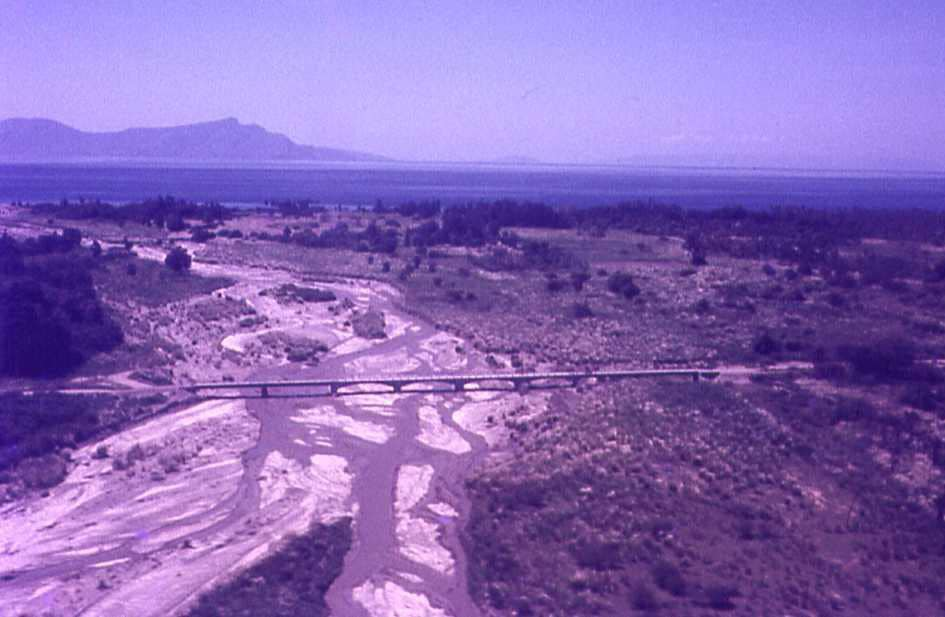
Brücke über den Rio Comoro (1967)
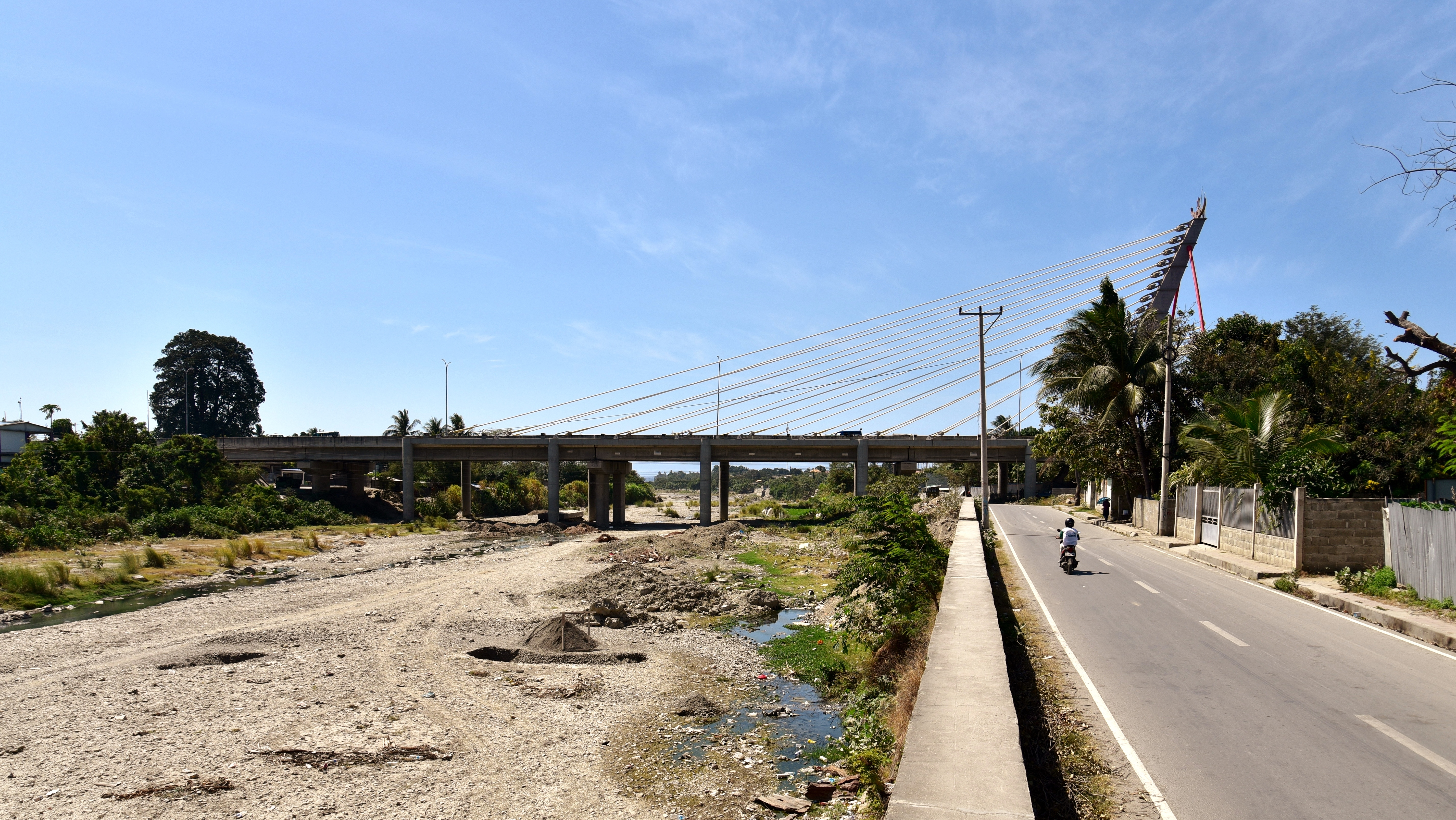
CPLP-Brücke (Comoro-II-Brücke)
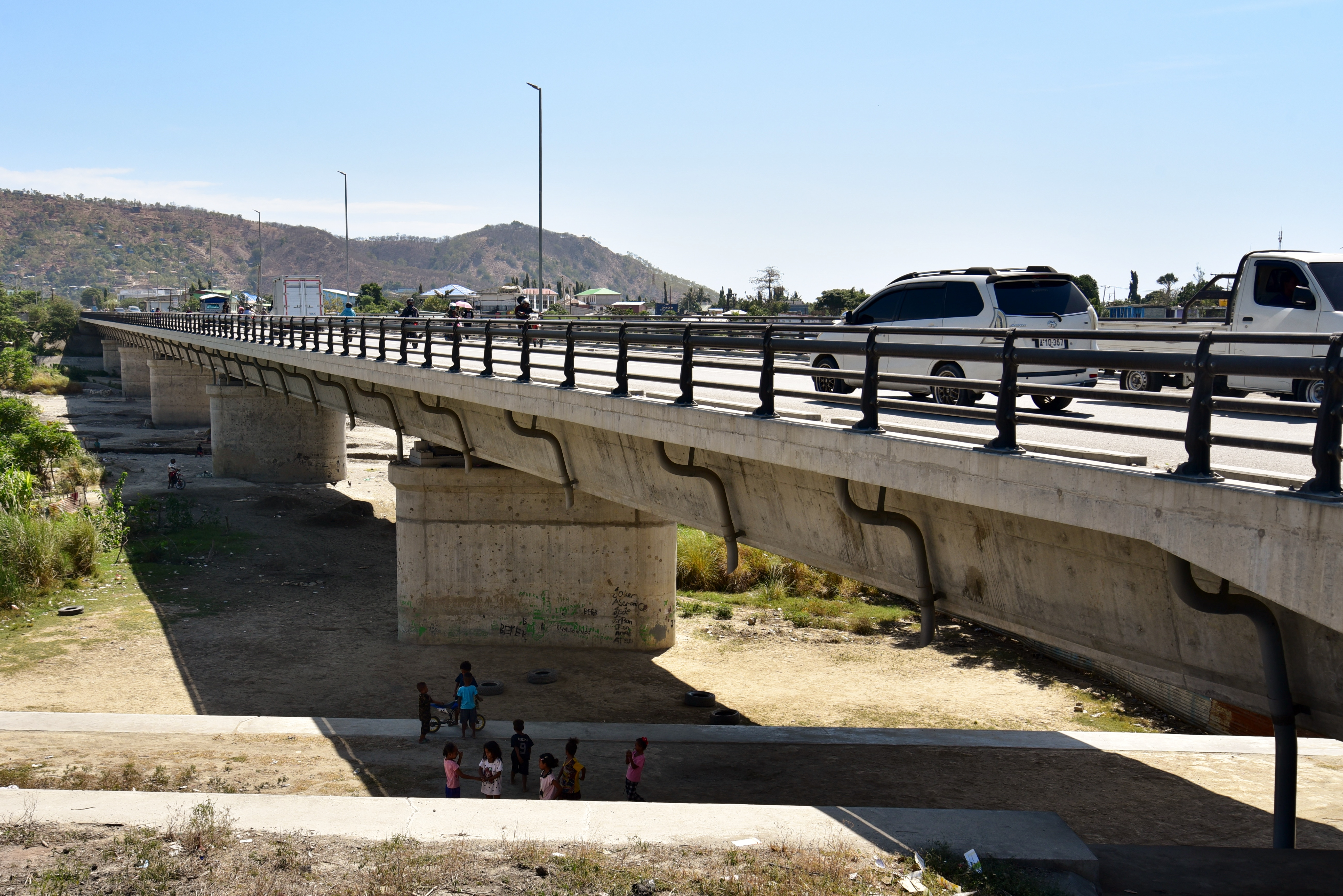
Hinodebrücke (Comoro-III-Brücke)